# Otahalli
Otahalli est une salle de sport construite dans le quartier d'Otaniemi à Espoo en Finlande.

## Histoire
Otahalli est la première salle de sport bâtie en Finlande.
Elle a été conçue par l'architecte Alvar Aalto et construite en 1952 dans le cadre des préparatifs des Jeux olympiques d'Helsinki.

## Équipements
Dans la salle, on peut pratiquer football, tennis, volleyball, badminton, basketball et floorball.
La salle dispose d'une piste d'athlétisme de 158 mètres, de spots de saut en longueur et en hauteur, d'un boulodrome et d'une salle de gymnastique.
La salle à une tribune pour environ 500 spectateurs.